# Reyer Venecija
Reyer je košarkaški klub iz talijanskog grada Venecije.

## Uspjesi
FIBA Europe Cup
- pobjednik: 2017./18.

Kup Radivoja Koraća
- Finalist: 1980./81.

Talijansko prvenstvo
- Prvak: 1942., 1943., 2016./17.

## Klupski nazivi
- Canon
- Carrera

## Poveznice
- reyer.it